# 日本技術者教育認定機構
一般社団法人日本技術者教育認定機構（にほんぎじゅつしゃきょういくにんていきこう、英: JABEE）は、高等教育機関（大学、高等専門学校等）の技術者教育プログラムの審査・認定を行うアクレディテーション機関である。
国際的に通用する技術者の育成、それに必要な教育の質保証などの社会的ニーズを背景に、高等教育機関（大学、高等専門学校等）の技術者教育プログラムの審査・認定を行う非営利団体として、1999年11月に設立された。JABEEは、理工農系の技術分野を代表する専門学協会、公益社団法人日本技術士会を社員たる正会員として、企業等団体を賛助会員として運営され、正会員の学会等に所属する技術者や教員により認定・審査が実施されている。高等教育機関における学士および修士レベルの技術者教育プログラム（学科、コース、専攻単位の教育課程）の質が保証されているかどうかを認定することによって、教育の改善を推進するとともに、教育プログラムの国際的な通用性を担保することを意図している。
JABEEは2005年6月に、日本を代表する技術者教育認定団体としてワシントン協定（Washington_Accord）に加盟した。学士レベルのプログラム認定は2001年から開始され、2022年までにおよそ170高等教育機関の約520プログラムが認定され、その修了生は34万人を超えている。2007年からは、大学院修士課程の認定も実施している。
なお、「技術者教育プログラム」とは、en:Engineering（技術業）というen:Profession（専門職）に携わる人材すなわちen:Engineerを育成する職業教育プログラムであり、Engineerにはいわゆる科学技術研究者・技術者のほとんどが含まれる。また近年、このような制度が多くの国で設立されており、米国や英国などでは長い歴史を有している。

## 認定基準と審査
JABEEの認定は学習・教育の成果（アウトカムズ）を重視する評価である（en:Outcome-based education）。
学士レベルのJABEE認定基準は、つぎのように構成されている。
- 基準1: 学習・教育目標の設定と公開
  - 1.1 自立した技術者像の設定と公開・周知
  - 1.2 学習・教育到達目標の設定と公開・周知
- 基準2: 教育手段
  - 2.1 カリキュラム・ポリシーに基づく教育課程、科目の設計と開示
  - 2.2 シラバスに基づく教育の実施と主体的な学習の促進
  - 2.3 教員団、教育支援体制の整備と教育の実施
  - 2.4 アドミッション・ポリシーとそれに基づく学生の受け入れ
  - 2.5 教育環境及び学習支援環境の運用と開示
- 基準3: 学習・教育到達目標の達成
  - 3.1　学習・教育到達目標の達成
  - 3.2　知識・能力観点から見た修了生の到達度点検
- 基準4: 教育改善
  - 4.1 内部質保証システムの構成・実施と開示
  - 4.2 継続的改善

基準1では、育成しようとする技術者像とそのために学生が修了（卒業）時に身につけておくべき知識・能力を学習・教育到達目標として定め、公開・周知していること。
基準2では、学習・教育到達目標を達成させるためのカリキュラム、評価基準、体制・環境・制度を整え、教育を実施していること。
基準3では、学生が学習・教育到達目標を達成したことを点検・確認し、達成した学生のみをプログラム修了生としていること（アウトカムズ評価）。
基準4では、教育活動を点検するシステムが存在、機能しており、継続的な改善の活動が行われていること。
プログラムが認定されるためには、1～4の全ての基準を満たすことが条件である。
認定の有効期間は最長6年間で、認定を継続するためには、6年以内に継続審査を受けることが必要となる。
審査は、教育界と産業界の専門家が研修を受け登録された主審査員1名と副審査員2名で構成される審査チームが、自己点検書の書類審査と実地審査を実施し、この審査結果にもとづいて、認定会議で認定の可否が決定される。
実地審査では、試験の問題と答案、レポートなどをチェックして、目標達成度評価の妥当性が審査される。
さらに実験室、図書館などの教育環境や学生アンケート、企業との懇談会、学内の委員会等の議事録なども確認し、教育改善が行われていることなども審査する。

## 技術士制度との連携
認定されたプログラムの修了者は、技術士第一次試験が免除され修習技術者として認められ、技術士補として登録する資格を有する。最低4年の実務経験を経て技術士第二次試験に合格すれば国家資格である技術士の資格が与えられる。